# Предел статичности
Предел статичности — гиперповерхность вокруг вращающейся чёрной дыры, представляющая собой границу области, внутри которой любое тело (или фотон) уже не может находиться в состоянии покоя относительно удаленного наблюдателя. Чтобы удержаться от падения на поверхность горизонта событий, тело, находящееся под поверхностью статического предела, должно вращаться с положительной угловой скоростью вокруг чёрной дыры (в сторону вращения чёрной дыры). У невращающейся дыры горизонт событий и предел статичности совпадают, а у невозмущённой вращающейся соприкасаются лишь на полюсах, представляя собой в координатах Бойера — Линдквиста эллипсоиды вращения, область между которыми называется эргосферой. У чёрной дыры Керра предел статичности определяется уравнением {\displaystyle r=M+{\sqrt {M^{2}-a^{2}cos^{2}\theta }}}. Появление эргосферы представляет собой пример экстремального проявления эффекта увлечения инерциальных систем отсчёта вращающимися телами.

## Физический смысл

Физически наличие предела статичности означает, что оставаться в покое, достигнув предела статичности, можно только обладая скоростью света. Тела, имеющие меньшую скорость, вовлекаются в спиральное движение с постепенным приближением к горизонту событий, откуда возврата уже нет принципиально. В отличие от тела, оказавшегося за горизонтом событий, вырваться из-под поверхности предела статичности ещё возможно — при определенном угле и скорости вхождения в эргосферу можно сбросить часть массы в чёрную дыру, зато оставшаяся масса, получив мощное ускорение, будет выброшена за предел статичности.
Можно заметить глубокое сходство вращающейся чёрной дыры и известного эффекта вихря — например, гигантского водоворота. Гравитационное поле Керр-Ньюмановской чёрной дыры напоминает космический водоворот. Пролетающий мимо космический корабль засасывается в центр как обычная лодка. Пока корабль находится вне предела статичности, он ещё может двигаться «куда захочет». В области (показанной серым цветом) между пределом статичности и горизонтом событий он уже вынужден вращаться в том же направлении, что и чёрная дыра; его возможность свободного перемещения все более уменьшается при дальнейшем засасывании, но он ещё может выбраться наружу, двигаясь по раскручивающейся спирали. Красным показана внутренность горизонта: оттуда уже нельзя спастись, даже двигаясь со скоростью света. Ситуацию прекрасно иллюстрирует рассказ Эдгара По «Низвержение в Мальстрём» (1840).

## Интересные факты
Теоретически возможен «самый экологический способ получения энергии», называемый процессом Пенроуза — приближающийся к чёрной дыре «мусоровоз» сбрасывает в неё мусор и удаляется из окрестностей чёрной дыры, обладая большей энергией, чем до этого маневра. Таким образом можно преобразовывать в кинетическую энергию до половины массы покоя сброшенного мусора, что делает процесс весьма заманчивым, но пока трудноосуществимым.